# Hérault (fiume)
L'Hérault  (in occitano: Erau o Eraurè) è un fiume della Francia meridionale che si trova nella regione Occitania, di cui attraversa il dipartimento di Gard e poi quello dell'Hérault in direzione nord-sud per poi sfociare nel Mediterraneo presso Agde, al centro del Golfo del Leone, dopo 147.6 km. Dà il nome all'omonimo dipartimento.

## Geografia

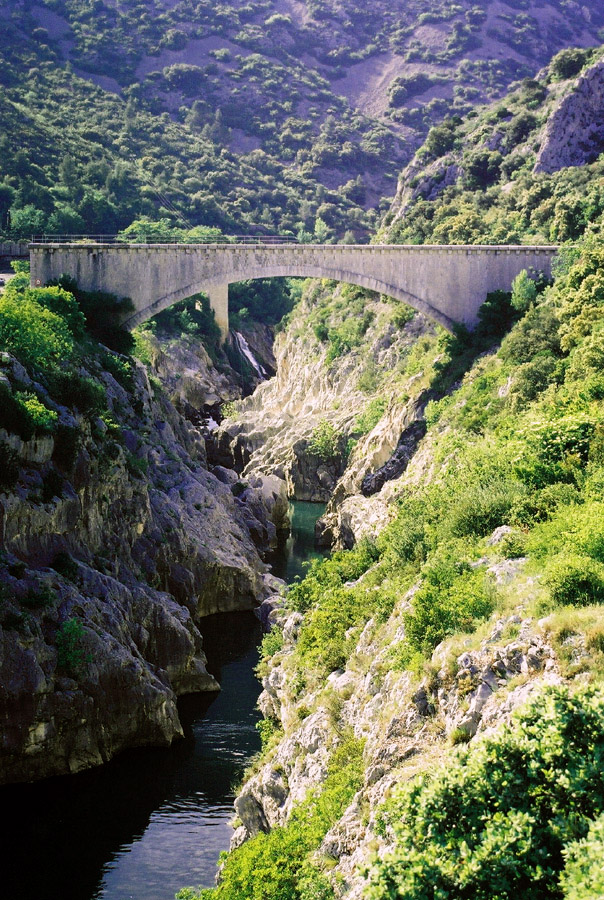
Gole dell'Hérault e ponte presso Saint-Guilhem-le-Désert.

L'Hérault nasce nel territorio del comune di Valleraugue a circa 1.400 m s.l.m., sul versante meridionale del monte Aigoual, nel gruppo delle Cevenne, nel Massiccio centrale.
Lungo il percorso del fiume si incontrano tre zone molto diverse fra loro:
- la prima parte nel territorio montano delle Cevenne;
- la parte mediana lungo gli altopiani carsici delle Causse;
- la parte finale nella pianura alluvionale della Linguadoca.

La parte iniziale, dalla sorgente a Valleraugue è molto ripida in quanto il fiume scende di oltre 1.000 metri nei primi 10 km. Nella prima parte del percorso, dalla sorgente a Saint-Julien-de-la-Nef attraversa il Parco nazionale delle Cevenne. Nella seconda parte fluisce nei pressi delle famose Grotte des Damoiselles presso Saint-Bauzille-de-Putois quindi bordeggia il limite meridionale dell'altopiano calcareo delle Causse du Larzac e, poco prima di raggiungere il villaggio medievale di Saint-Guilhem-le-Désert, forma le Gole dell'Hérault scavate nel corso dei millenni dal fiume nel calcare che compone le rocce di quella zona. Il fiume passa quindi sotto il Pont du Diable, presso Saint-Jean-de-Fos e da qui inizia un percorso più tranquillo fra i vigneti della Linguadoca. Poco prima di giungere ad Agde, si incrocia con il Canal du Midi da cui è separato da un sistema di chiuse, dalla intersezione con il canale fino alla foce il fiume è navigabile.

### Affluenti
- Arre (destra)
- Vis (destra)
- Rieutord (sinistra)
- Buèges (destra)
- Lamalou (sinistra)
- Lergue (destra)
- Dourbie (destra)
- Boyne (destra)
- Peyne (destra)
- Thongue (destra)

### Dipartimenti e città attraversate
Dipartimento del Gard
- Roquedur
- Saint-André-de-Majencoules
- Saint-Julien-de-la-Nef
- Valleraugue

Dipartimento dell'Hérault
- Agde
- Agonès
- Aniane
- Argelliers
- Aspiran
- Bélarga
- Bessan
- Brissac
- Campagnan

- Canet
- Castelnau-de-Guers
- Causse-de-la-Selle
- Cazilhac
- Cazouls-d'Hérault
- Florensac
- Ganges
- Gignac
- Lagamas

- Laroque
- Lézignan-la-Cèbe
- Montagnac
- Notre-Dame-de-la-Rouvière
- Paulhan
- Pézenas
- Le Pouget
- Pouzols
- Puéchabon

- Saint-André-de-Sangonis
- Saint-Bauzille-de-Putois
- Saint-Guilhem-le-Désert
- Saint-Jean-de-Fos
- Saint-Pargoire
- Saint-Pons-de-Mauchiens
- Saint-Thibéry
- Tressan
- Usclas-d'Hérault

## Portate medie mensili
La portata dell'Hérault è stata osservata per un periodo di 56 anni (1952-2007), ad Agde, città del dipartimento dell'Hérault, situata al suo estuario nel Mediterraneo.

## Immagini dell'Hérault

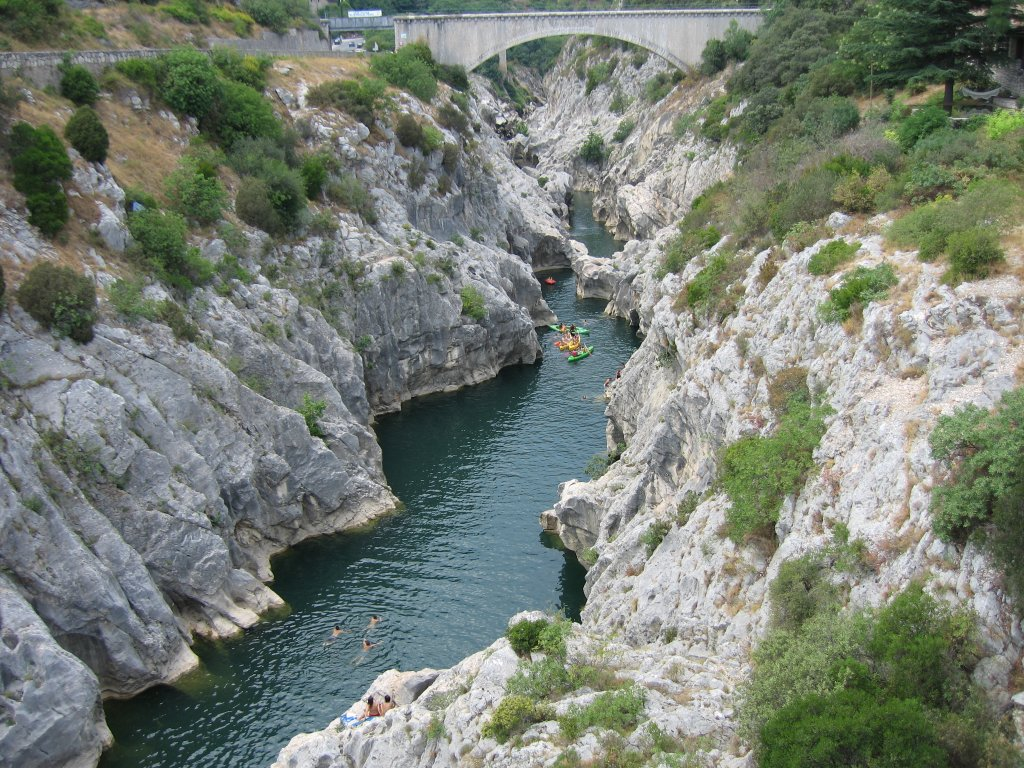
Le gole dell'Hérault
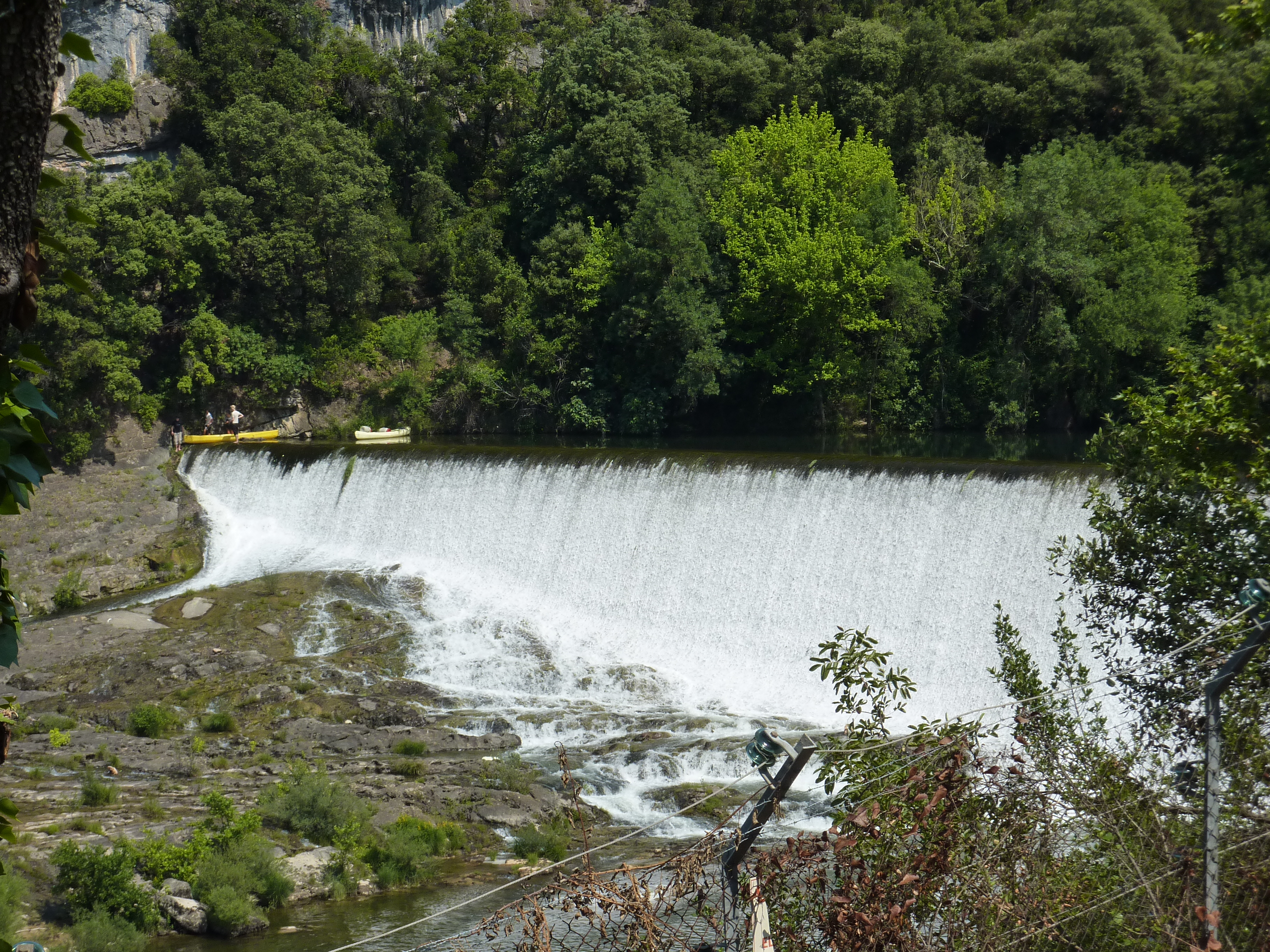
Canoe che attraversano uno sfogo dell'Hérault tra Saint-Martin-de-Londres e Causse-de-la-Selle
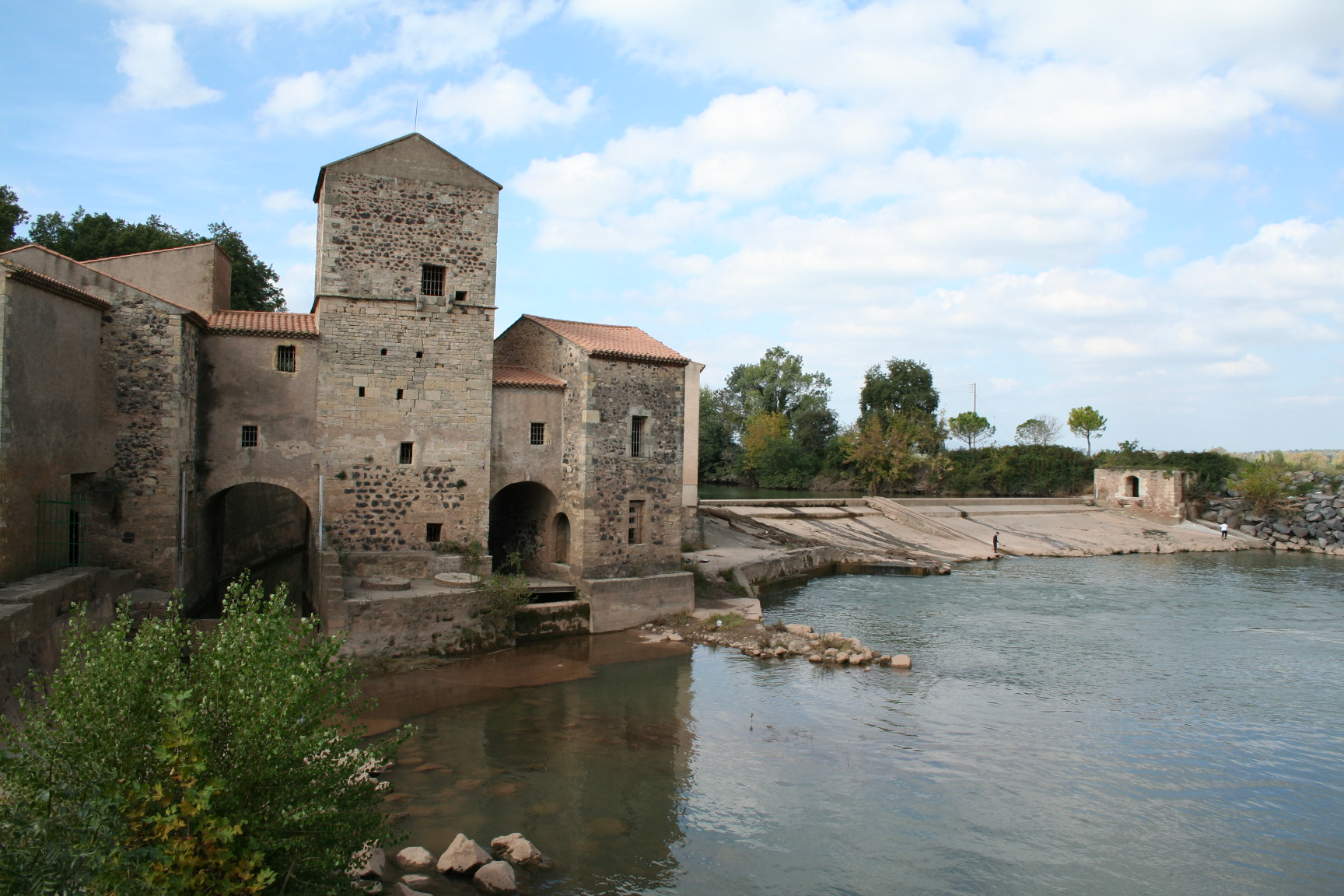
Mulino di Saint-Thibéry
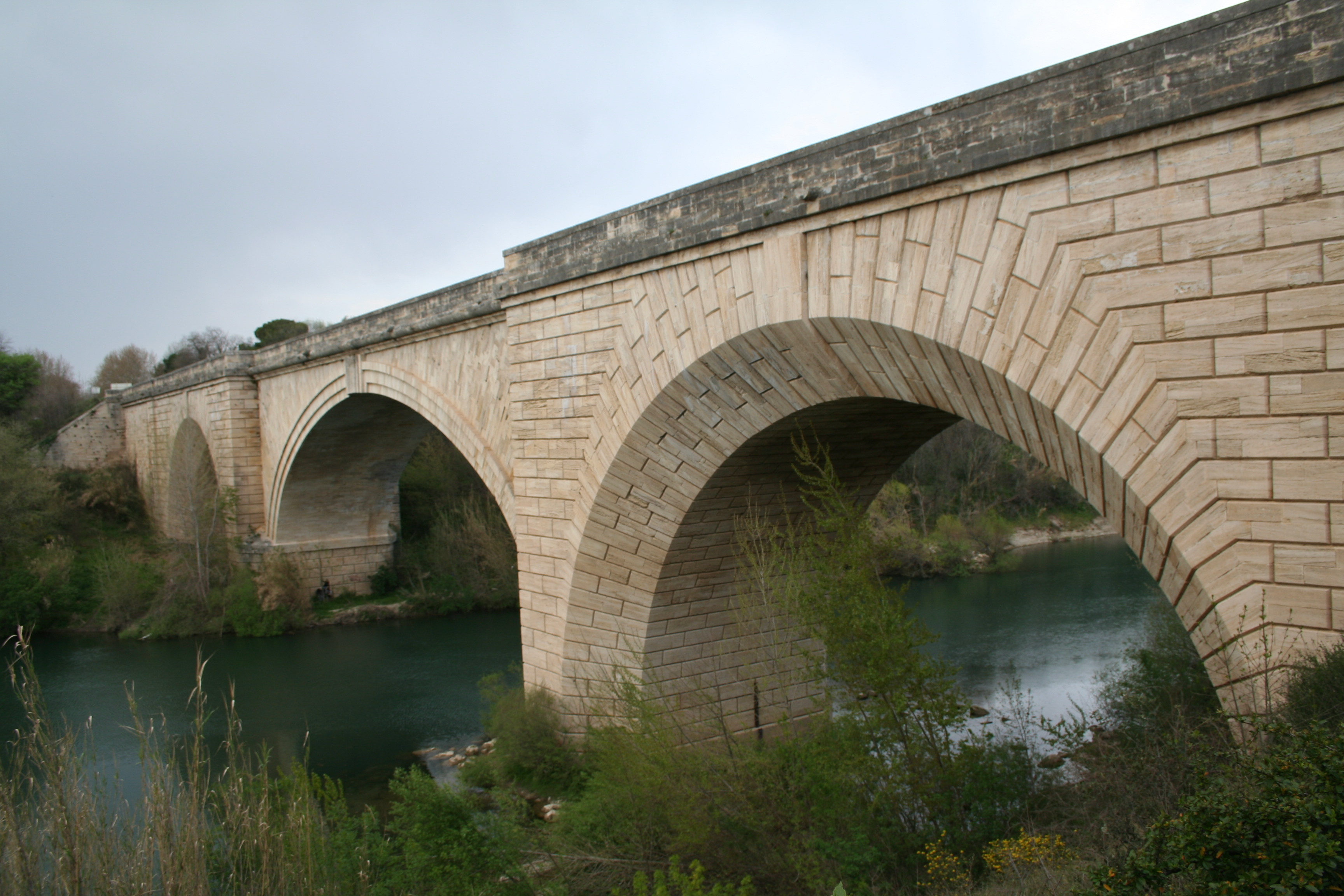
Ponte di Gignac
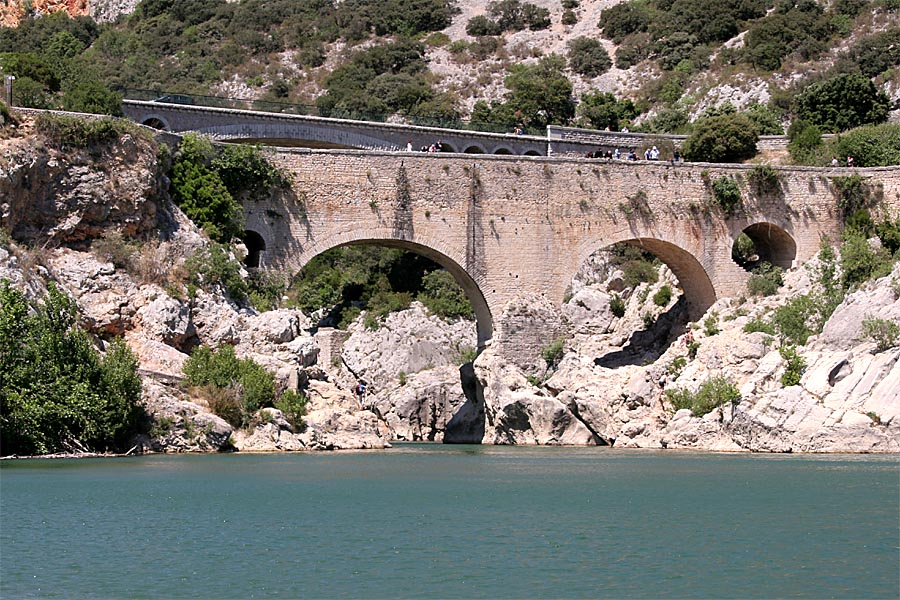
Pont du Diable presso Saint-Jean-de-Fos
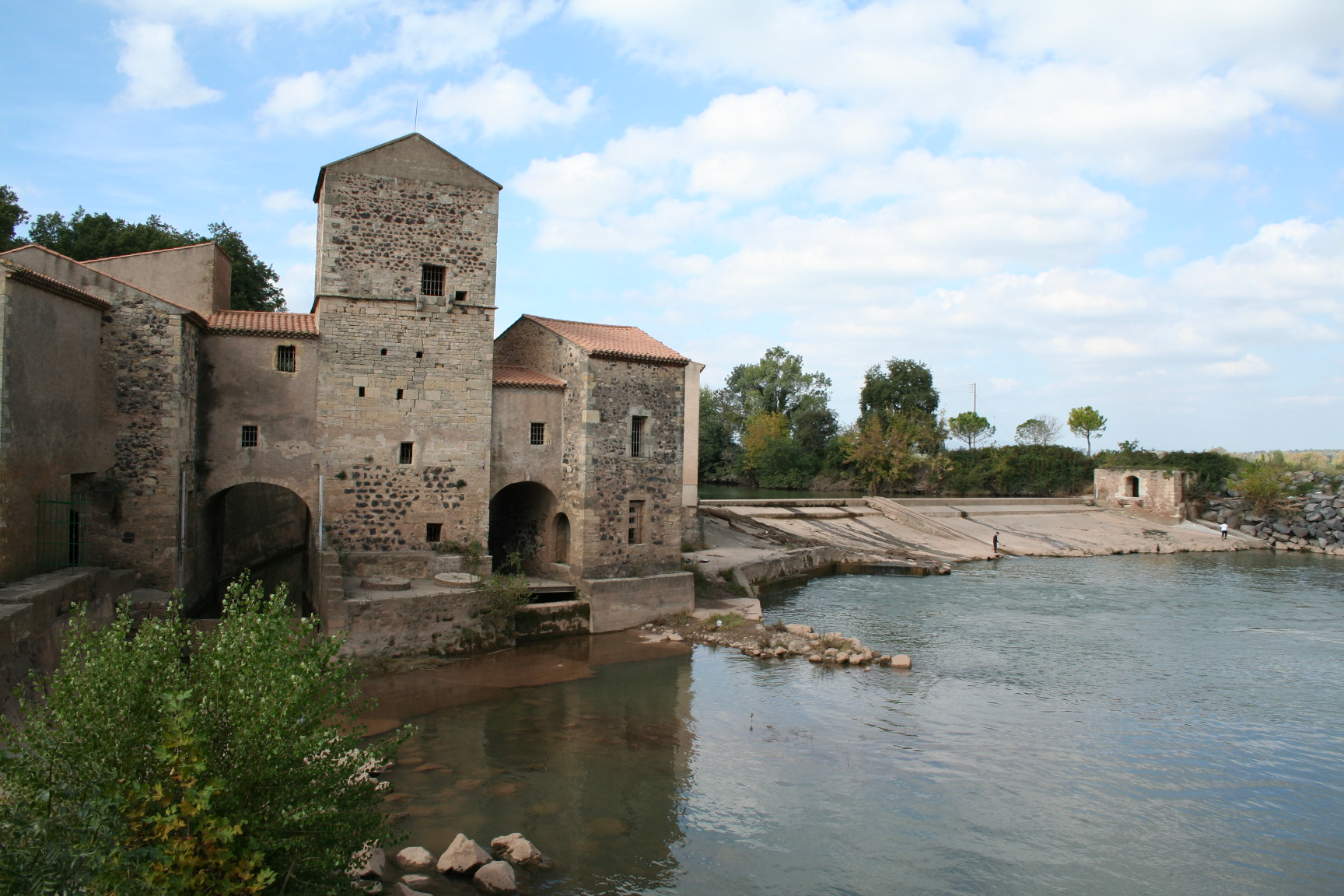
Mulino medievale sull'Hérault a Saint-Thibéry.
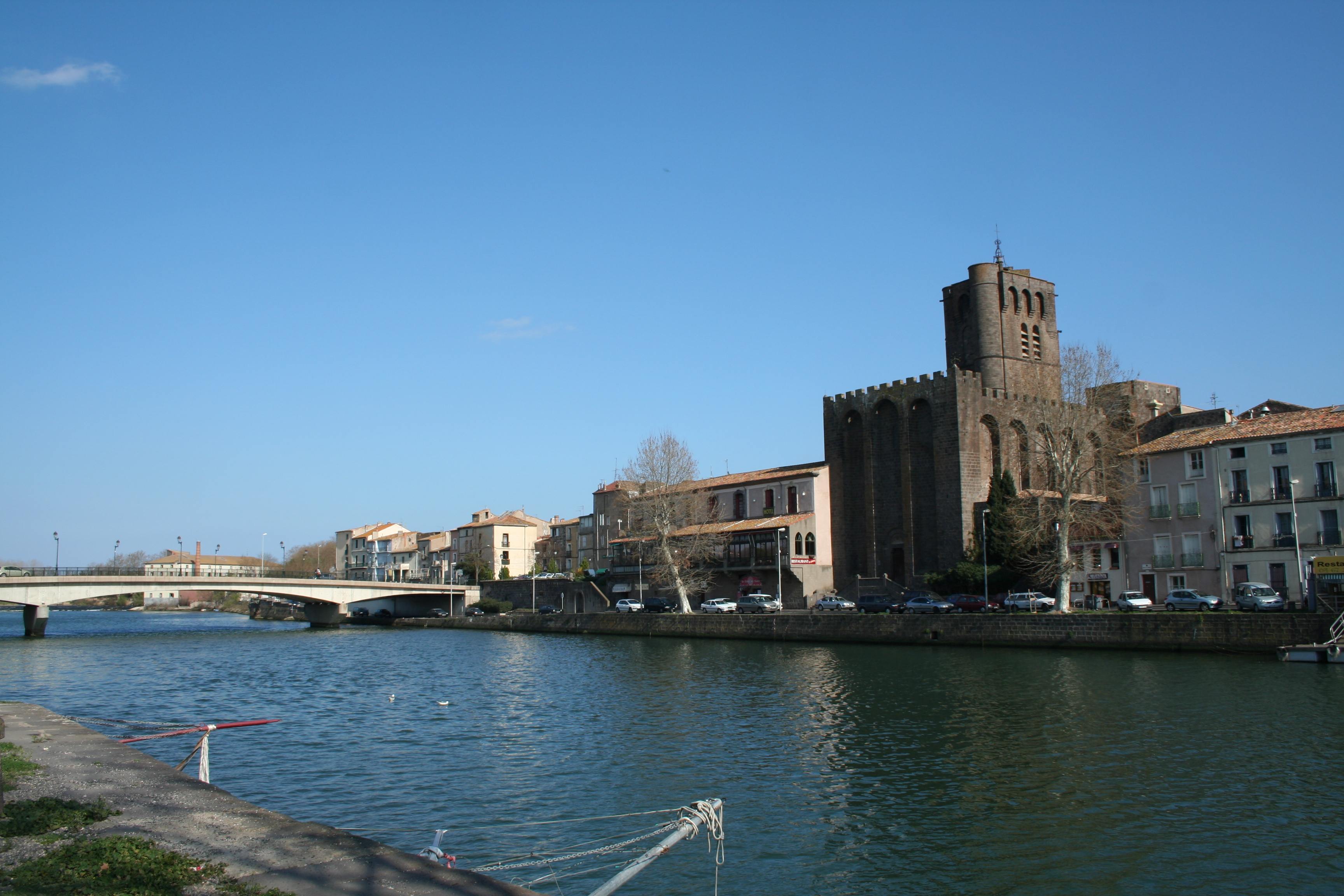
Agde - Il fiume e la Cattedrale di Santo Stefano d'Agde.
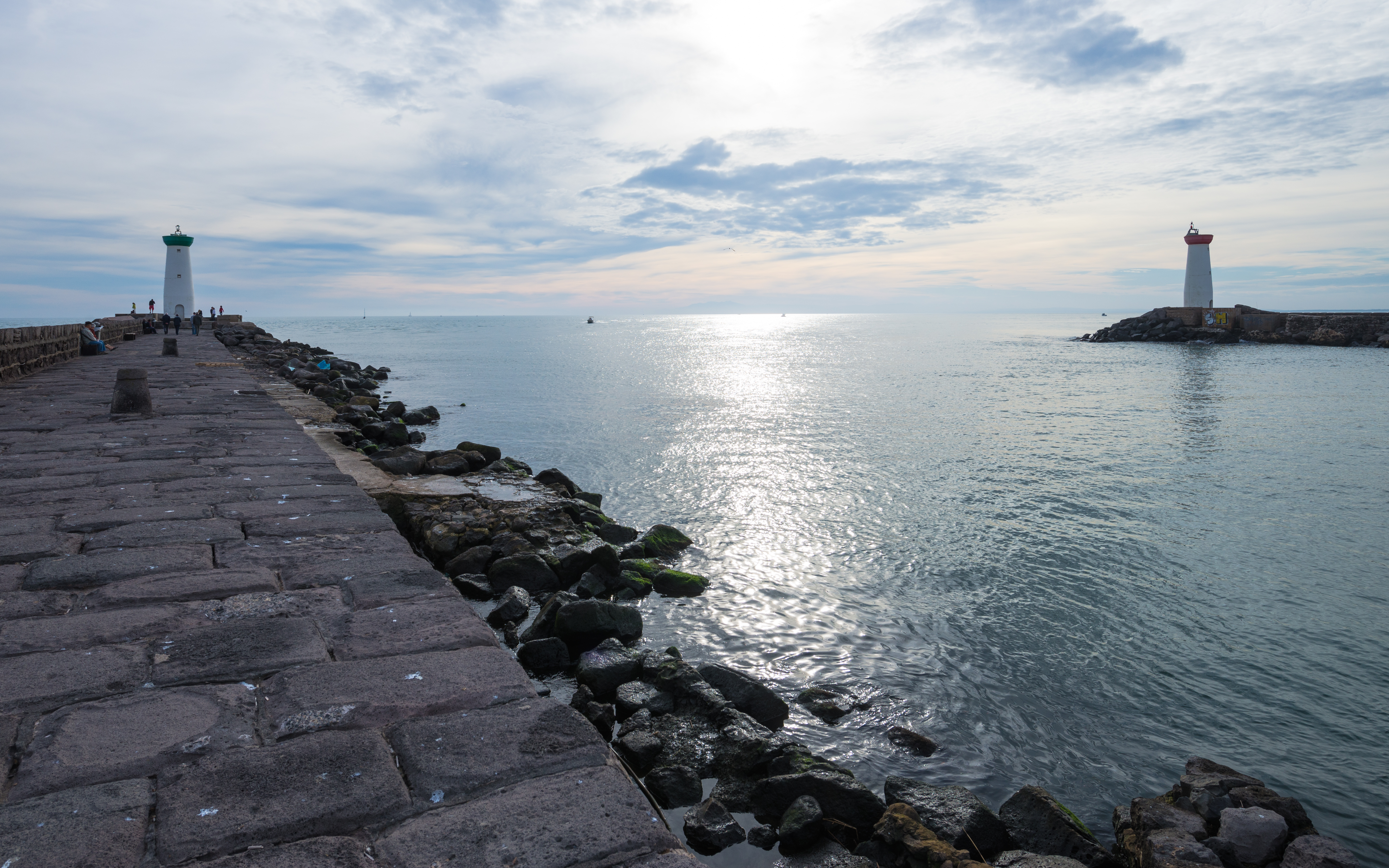
Estuario dell'Hérault nel Mediterraneo ad Agde.

## Storia
Il fiume era conosciuto in epoca romana come Arauris o Araris. Nel III secolo a.C. separava i territori della Gallia Narbonense occupati da due tribù di Celti: i Volci Tectosagi e i Volci Arecomici. Nel II secolo a.C. fu attraversata della via Domizia presso Cessero (odierna Saint-Thibéry); il relativo ponte è ancora parzialmente in piedi.

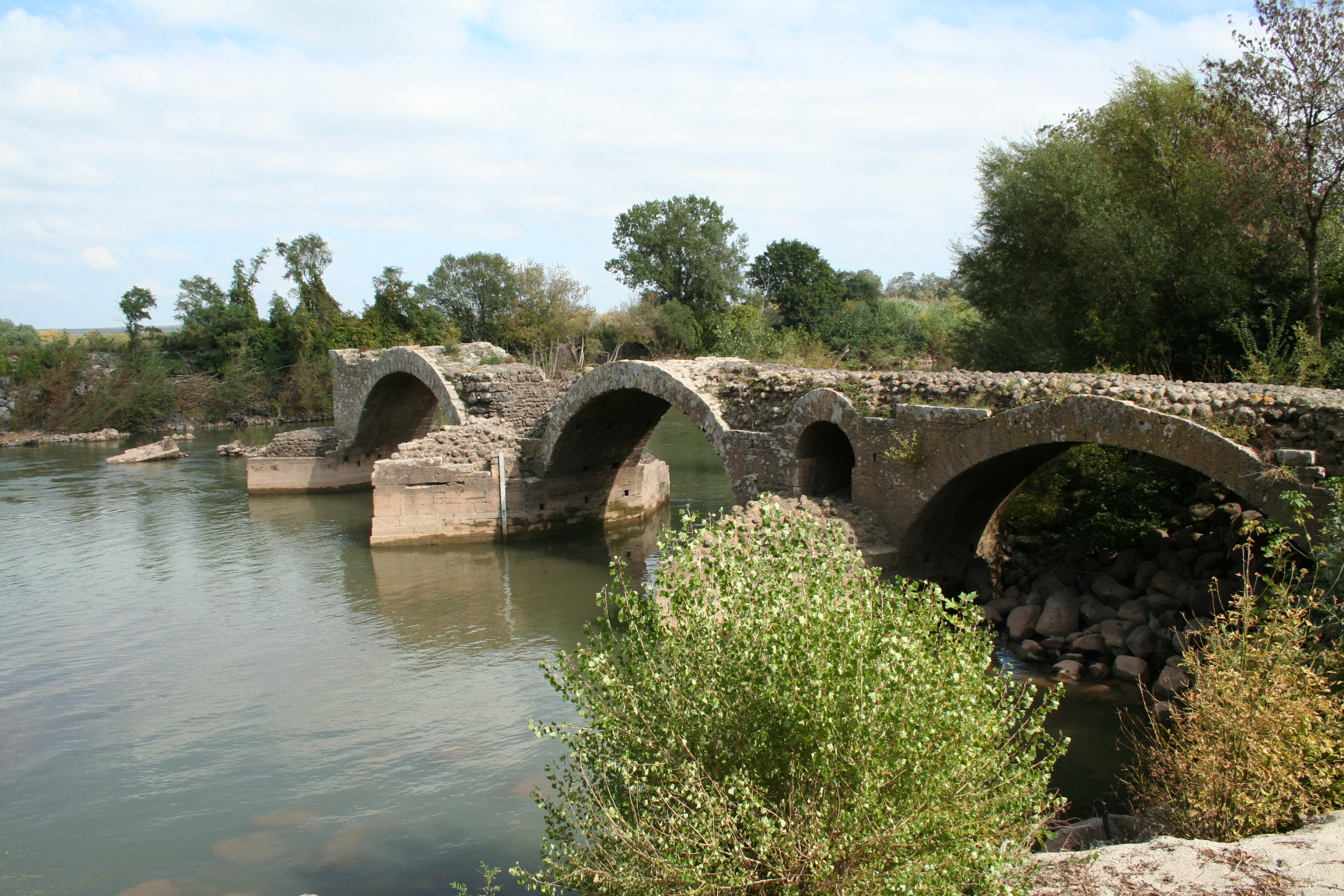
Ponte romano sull'Hérault presso Saint-Thibéry

l'Arauris è citata da vari autori antichi fra cui Strabone, Plinio il Vecchio e Pomponio Mela.
(Strabone, Geografia, IV, 1, 6)